# Amtsgericht Bielitz
Das Amtsgericht Bielitz war während der Deutschen Besetzung Polens 1939–1945 ein deutsches Amtsgericht mit Sitz in Bielitz.

## Geschichte
In der Zweiten Polnischen Republik bestand in Bielitz das Sąd Rejonowy w Bielsku (Kreisgericht Bielitz) als Eingangsgericht. Dieses war dem Sąd Okręgowy w Cieszynie (Bezirksgericht Teschen) und dieses wiederum dem Sąd Apelacyjny w Katowicach (Appellationsgericht Kattowitz) nachgeordnet.
Nach dem deutschen Überfall auf Polen Anfang September 1939 wurden diese Gerichte aufgehoben und an deren Stelle deutsche Gerichte gebildet. In Bielitz entstand so das Amtsgericht Bielitz, welches dem Landgericht Bielitz zugeordnet war. Es war gleichzeitig Erbgesundheitsgericht für den Landgerichtsbezirk. Ebenfalls in Bielitz entstand das Arbeitsgericht Bielitz für den Landgerichtsbezirk.
Im Frühjahr 1945 wurde das Gerichtsgebiet durch die Rote Armee besetzt und wurde danach wieder ein Teil Polens. in der Volksrepublik Polen wurden die deutschen Gerichte aufgehoben und erneut polnische Gerichte eingerichtet. Heute besteht das Sąd Okręgowy w Bielsku-Białej.

## Richter
- Günther Meusel, Amtsgerichtsdirektor (1941)[4]